# Бабаєв-Кальницький Давид Вольфович
Давид Вольфович Бабаєв-Кальницький (нар. 14 липня 1943, Махачкала — пом. 23 листопада 2019, Київ) — український актор театру та кіно, педагог, заслужений артист України (1996), народний артист України (1999).

## Життєпис
Давид Вольфович Бабаєв-Кальницький народився 14 липня 1943 року в Махачкалі. 1947 року його родина повертається з евакуації до Києва.
1962 року він потрапив до мистецької студії при Жовтневому палаці. 1969 закінчив Республіканську студію естрадно-циркового мистецтва. 1969—1972 — артист та художній керівник естрадного колективу Архангельської філармонії (РСФСР).
1972—2019 — працював у Київському академічному театрі російської драми, де зіграв понад 70 ролей, отримавши широке визнання. Також на рахунку Давида Бабаєва понад 40 ролей у кіно.

Могила Давида Бабаєва, Байкове кладовище

Був завідувачем кафедри розмовного жанру Київської муніципальної академії естрадного та циркового мистецтв.
В останні роки хворів, мав проблеми з ногами, на сцену виходив все рідше. Помер після операції 23 листопада 2019 року в Києві на 77-му році життя. Похований на родинній ділянці старої частини Байкового кладовища (ділянка 3А-ст, 50°24′52.18″ пн. ш. 30°30′48.33″ сх. д. / 50.4144944° пн. ш. 30.5134250° сх. д.).

## Звинувачення в сексуальних домаганнях
У червні 2021 року на порталі Liga.net з'явився матеріал про автобіографічну п'єсу українського драматурга Катерини Пенькової «Бути майстром», де остання описує сексуальні домагання з боку Давида Бабаєва.
Ім'я Бабаєва у п'єсі не називається, але в текст додані уривки інтерв'ю з ним, які дозволяють ідентифікувати обвинуваченого. П'єса вийшла вже після його смерті.
Також Катерина Пенькова додала, що особисто знала ще одну студентку, яка зазнала домагань з боку Бабаєва. Дотично ця історія спливала у зв'язку із аналогічними звинуваченнями щодо актора Володимира Талашка.

## Театральні роботи
- «Варвари», 1973 (Гриша)
- «Добряки», 1973 (Кореспондент)
- «…І земля скакала мені назустріч!», 1974 (Кривцун)
- «Останні дні», 1974 (Тургенєв)
- «Хоробрий кравчик», 1974 (Король)
- «Дивний лікар», 1975 (Пишний)
- «Лихо з розуму», 1978 (Загорецький)
- «Провінційні анекдоти», 1978 (Базильський)
- «Майор, Тоот та інші», 1979 (Лехінцке)
- «Віяло», 1980 (Скавеццо)
- «Гравець», 1982 (Астлей)
- «Я прийшов дати вам волю», 1984 (Бутурлін)
- «Острів скарбів», 1985 (Хендс)
- «Теплий попіл», 1985 (Девіс)
- «Що сталося у зоопарку», 1988 (Пітер)
- «Самовбивця», 1989 (Пугачов)
- «Кандід», 1991 (Шулер, Інквізитор, Барон)
- «Запрошення до замку», 1992 (Жозюе)
- «Молоді роки короля Людовика XIV», 1993 (Жан Поклен)
- «Дим, де все шкереберть», 1994 (Хусто, Перес)
- «Школа Скандалу», 1995 (сер Пітер Тізл)
- «Двері грюкають», 1996 (Батько)
- «Блоха у вусі», 1998 (Віктор Шендебіз, Пош)
- «Лулу. Історія куртизанки», 2002 (Пенчу, лікар Голль)
- «Дон Кіхот. 1938 рік» — Санчо Панса
- «Удаваний хворий» — Арган
- «Наполеон і корсиканка» — Наполеон
- «Останнє кохання» — Гаррі
- «Сімейна вечеря» — Жорж, чоловік кухарки
- «Пані міністерша» — Ріста Тодорович

## Фільмографія
- «Така вона, гра» (1976)
- «Ніс» (1977)
- «Хазяйка» (1978)
- «Довгі дні, короткі тижні…» (1980)
- «Останній доказ королів» (1983)
- «За ніччю день іде» (1984)
- «Гори димлять» (1988)
- «Кордон на замку» (1988)
- «Дорога у пекло» (1988)
- «Штормове попередження» (1988)
- «Зброя Зевса» (1991)
- «Вбити шакала» (1991)
- «Гра всерйоз» (1992)
- «Мелодрама із замахом на вбивство» (1992)
- «Серця трьох» (1992)
- «Стамбульський транзит» (1992)
- «Людина з команди „Альфа“» (1992)
- «Пастка» (1993)
- «Афганець-2» (1994)
- «Викуп» (1994)
- «Обережно! Червона ртуть!» (1995)
- «Репортаж» (1995)
- «Святе сімейство» (1997)
- «Хіппініада або материк кохання» (1997)
- «Роксолана: Настуня» (1997)
- «Роксолана-2: Кохана дружина Халіфа» (1997—1998)
- «Посмішка звіря» (1998)
- «День народження Буржуя» (1999)
- «Школа скандалу» (1999)
- «Мийники автомобілів» (2000)
- «День народження Буржуя-2» (2001)
- «Слід перевертня» (2001)
- «Ледарі» (2002)
- «Лялька» (2002)
- «Дух землі» (2003)
- «Роксолана. Володарка імперії» (2003)
- «Небо в горошок» (2004)
- «Богдан Зиновій-Хмельницький» (2006)
- «Пороки та їхні прихильники» (2006)
- «Ворог номер один» (2007)
- «Кохаю тебе до смерті» (2007)
- «Ілюзія страху» (2008)
- «Смерть шпигунам. Крим» (2008)
- «Третього не дано» (2009)
- «Політ метелика» (2012)
- «Порох і дріб» (2012)
- «Бомба» (2013)
- «Остання електричка» (2014)
- «За законом воєнного часу» (2015)
- «25-та година» (2016)
- «Бестселер за коханням» (2016)
- «Громадянин Ніхто» (2016)
- «Таємниця Марії» (2019)

## Дублювання та озвучення українською
- Дерево і кішка — читає текст (озвучення, Київнаукфільм)
- Справу доручається детективу Тедді — (озвучення, Київнаукфільм)
- Іванко та воронячий цар — (озвучення, Київнаукфільм)
- Осінній вальс — (озвучення, Київнаукфільм)
- Ватажок — (озвучення, Київнаукфільм)
- Послуга — (озвучення, Київнаукфільм)

## Дублювання та озвучення російською
- Чудасія — читає текст (російське озвучення, Київнаукфільм)
- Ватажок — (російське озвучення, Київнаукфільм)
- Лис і дрізд — (російське озвучення, Київнаукфільм)
- Миколино багатство — (російське озвучення, Київнаукфільм)
- Дощику, дощику, припусти! — (російське озвучення, Київнаукфільм)
- Савушкін, який не вірив у дива — (російське озвучення, Київнаукфільм)
- Сампо з Лапландії — (російське озвучення, Київнаукфільм)
- Космічна загадка — (російське озвучення, Київнаукфільм)
- Друзі мої, де ви? — (російське озвучення, Київнаукфільм)
- Осінній вальс — (російське озвучення, Київнаукфільм)
- Смерть чиновника — (російське озвучення, Київнаукфільм)
- Пригоди бравого вояка Швейка — Поручик Дуб (російський дубляж, Tretyakoff Production)

## Відзнаки
- Член-кореспондент Національної академії мистецтв України (2013),
- орден «За заслуги» ІІ та ІІІ ступенів,[6][7]
- медаль «За вагомий внесок у розвиток театрального мистецтва»,
- відзнаки Кабінету Міністрів: «За багаторічну плідну працю в галузі культури», «За досягнення в розвитку культури та мистецтва»,
- відзнака міського голови «Знак пошани»,
- «Людина року-2006» в номінації «Актор року»,
- нагрудний знак «За мужність» уповноваженого Верховної Ради України з прав людини[8].